# Beli II de Strathclyde
Beli II de Strathclyde roi des Bretons de Strathclyde mort en 722.

## Origine
Dans la généalogie des rois de Strathclyde ou d’Ath Clut du manuscrit Harleian MS 3859, Beli est désigné comme le fils de d’Elfin et le père de Teudebur.
Les Annales Cambriae le qualifient également de fils d’Elfin et les Annales irlandaises qui relèvent sa mort en 722 mentionnent aussi Bili mac Elphine rex Alo Cluaithe . Cet Elfin ou Elphin est sans doute un fils d'Eugein Ier de Strathclyde mort avant d'avoir régné.

## Règne
Lorsque Beli succède à son oncle Dumngual en 693. Il ne bénéficie plus de l'alliance conclue entre ce dernier et son propre oncle le puissant roi des Pictes Bridei mac Bili mort la même année.
Dans ce contexte, Beli II de Strathclyde est donc sans doute le roi anonyme des Bretons qui selon les Annales Irlandaises, après avoir enregistré en 704 une victoire initiale contre les Scots de Dalriada à Glenn Lemane (Glen Leven) aux environs d'Inverarnan au nord du Loch Lomond voit ses troupes défaites d'abord en 711 à Loch Arkket puis en 717 à l’endroit appelé le rocher de Minuircc (Glen Falloch en Perthshire)  par Selbach de Dalriada.